# Eriocaulon xeranthemum
Eriocaulon xeranthemum är en gräsväxtart som beskrevs av Carl Friedrich Philipp von Martius. Eriocaulon xeranthemum ingår i släktet Eriocaulon och familjen Eriocaulaceae. IUCN kategoriserar arten globalt som livskraftig. Inga underarter finns listade i Catalogue of Life.